# Larry Creus
Sebastián Pablo Creus (ur. 21 listopada 1981) – argentyński siatkarz, reprezentant kraju, grający na pozycji środkowego. Od 2012 roku występuje w rosyjskim Lokomotiw Nowosybirsk. Posiada włoskie obywatelstwo.

## Sukcesy

### Klubowe
- Mistrzostwo Argentyny: 1999 z River Plate
- Wicemistrzostwo Hiszpanii: 2004, 2006 z Numancia Soria